# Camille Rowe
Camille Chrystal Pourcheresse  (París; 7 de enero de 1986), conocida simplemente como Camille Rowe, es una modelo y actriz franco-estadounidense.

## Biografía
La madre de Rowe es estadounidense mientras que su padre es francés, propietario de varios restaurantes.

## Carrera
La carrera de Camille Rowe comenzó en 2008, cuando fue descubierta por un agente mientras tomaba café con una amiga en París.
Camille Rowe es conocida por su trabajo publicitario con Abercrombie & Fitch, de Zadig y Voltaire, d'Amor Amor de Cacharel, y Eau de Chloé.
En 2009, posó para la portada de Nylon (Japón) y en 2010 fue portada de Costume (Dinamarca). En 2011, posó para las revistas  Jalouse (Francia) y para CRASH.
En 2012, fue portada de Elle en varios países: Francia (febrero, portada con el título «Camille Rowe, la top francesa que ha irrumpido en el mundo de la moda»,) Grecia (en febrero), Bélgica (en abril), Finlandia (en mayo) y Madame Figaro.
Ha aparecido también en anuncios para Adidas, Cerruti, Happy Socks, Mavi Jeans, y en catálogo de 3 Suizos.
En 2013, coprotagonizó la campaña publicitaria de Dior Homme junto a Robert Pattinson. Posó para la portada de L'Officiel.
En 2014, abrió el desfile de Rag & Bone.
En 2015, fue la embajadora de la marca Princesse tam.tam y de la marca IKKS. Ella ha posado para Lui.
En 2016, se convirtió en embajadora de Dior y desfiló para Victoria's Secret. En abril de ese año, fue playmate del mes para Playboy.
En diciembre de 2017, apareció en un anuncio de la marca de lencería Etam.

## Filmografía

### Cine
- Nuestra noche vendrá (película de 2010): La chica inglesa n°1
- L'Idéal: Monica Pynchon (2016)
- Rock'n Roll: Ella misma (2017)
- L'amour est une fête
- La casa de las profundidades: Tina (2021)
- Sin aliento. Netflix. ( 2022)

### Vídeos musicales
- Call Me Back de The Strokes
- Alien Days de MGMT